# Ирмгард фон Хенеберг
Ирмгард фон Хенеберг (на немски: Irmgard von Henneberg; † 15 юли 1197) от Дом Хенеберг, е графиня от Графство Хенеберг и чрез женитба пфалцграфиня при Рейн (ок. 1160 – 1195).

## Биография
Те е дъщеря на граф Бертхолд I фон Хенеберг, бургграф на Вюрцбург († 18 октомври 1159, Палестина), и съпругата му Берта фон Путелендорф († 2 юли 1190), дъщеря на ландграф Фридрих IV фон Гозек-Путелендорф, пфалцграф на Саксония (†1125) и Агнес фон Лимбург († 1144/1146). Сестра е на граф Попо VI фон Хенеберг († 1190).
Ирмгард фон Хенеберг умира на 15 юли 1197 г. и е погребана при нейния съпруг и първата му съпруга в манастир Шьонау, близо до Хайделберг.

## Фамилия
Ирмгард фон Хенеберг се омъжва сл. 1160 г. за пфалцграф Конрад Хоенщауфен († 8 или 9 ноември 1195), син на швабския херцог Фридрих II и втората му съпруга Агнес от Саарбрюкен. Той е полубрат на император Фридрих Барбароса. Тя е втората му съпруга. Той е основател на град Хайделберг. Те имат три деца:
- Фридрих († 3 септември пр. 1189)
- Конрад († 1186)
- Агнес (* 1176; † 9 май 1204), омъжва се на 3 февруари 1194 г. в замък Щалек за Хайнрих V Старши фон Брауншвайг, пфалцграф при Рейн († 28 април 1227), най-големият син на херцог Хайнрих Лъв.